# Rastenfeld
Rastenfeld je městys v Rakousku ve spolkové zemi Dolní Rakousy v okrese Kremže. Žije v něm 1 530 obyvatel (podle sčítání z roku 2016).

## Poloha
Rastenfeld se nachází ve spolkové zemi Dolní Rakousy v regionu Waldviertel. Leží 20 km západně od okresního města Kremže. Napojuje se zde silnice B37, která sem vede z města Kremže přes Gföhl, na silnici B38, která vede z Hornu přes Zwettl a Freistadt až na hranice s Německem. Plocha území městyse činí 47,52 km2, z nichž 51,7 % je zalesněných.

### Členění
Území městyse Rastenfeld se skládá z devíti částí (v závorce je uveden počet obyvatel k 1. 1. 2015):
- Marbach im Felde (193)
- Mottingeramt (156)
- Niedergrünbach (168)
- Ottenstein (1)
- Peygarten-Ottenstein (407)
- Rastenberg (27)
- Rastenfeld (442)
- Sperkental (62)
- Zierings (11)

## Politika

### Obecní zastupitelstvo
Obecní zastupitelstvo se skládá z 19 členů. Od komunálních voleb v roce 2015 zastávají následující strany tyto mandáty:
- 16 ÖVP
- 3 SPÖ

### Starosta
Starostou městyse Rastenfeld je Gerhard Wandl.

### Znak
Znak Rastenfeldu se skládá ze dvou polí. Dolní pole je červené a nachází se v něm béžová mušle. Horní pole je béžové a obsahuje dvě červené mušle.

## Osobnosti
- Franz Ölzelt (1887-1963), politik a duchovní

## Galerie

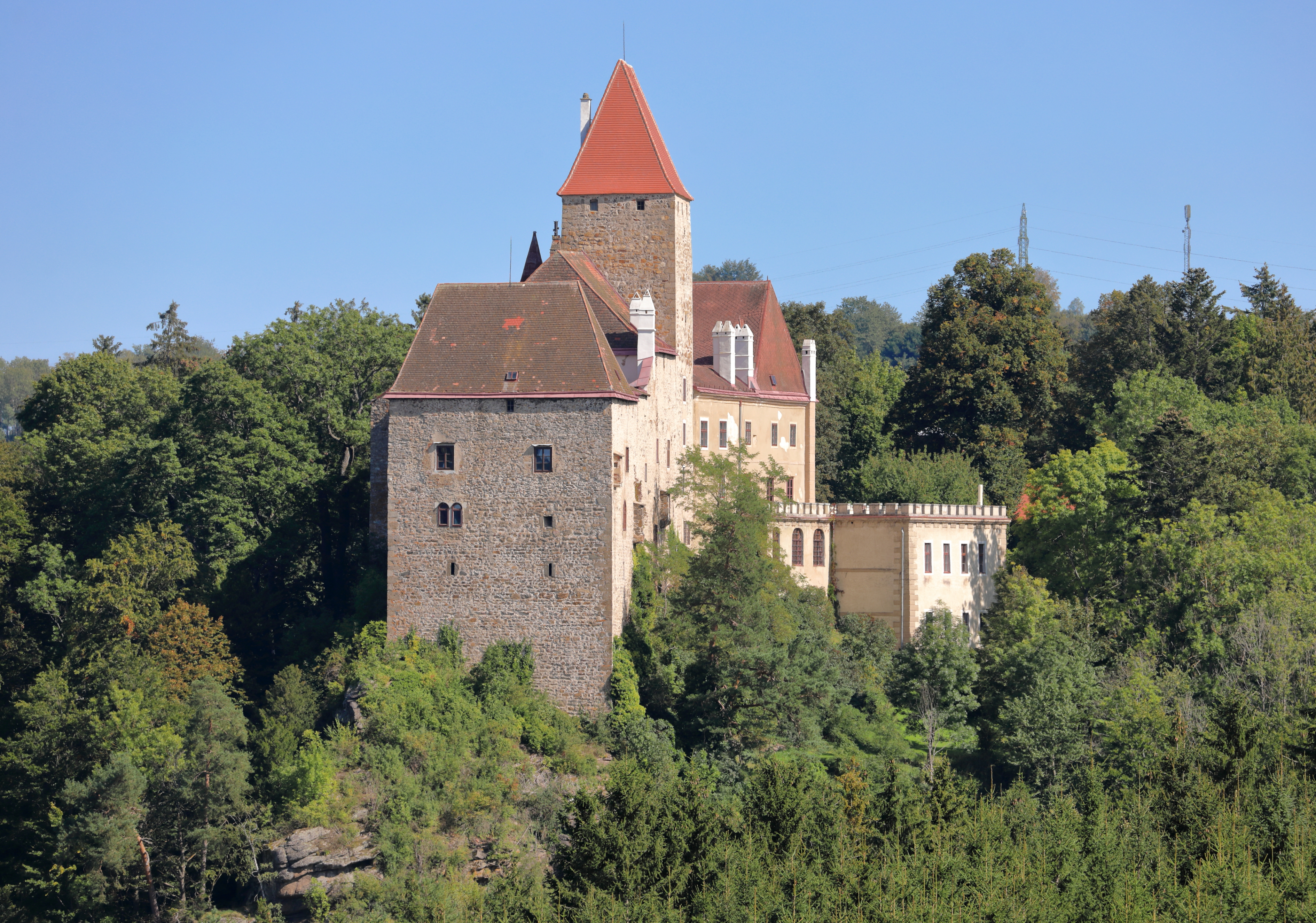
Hrad Rastenberg
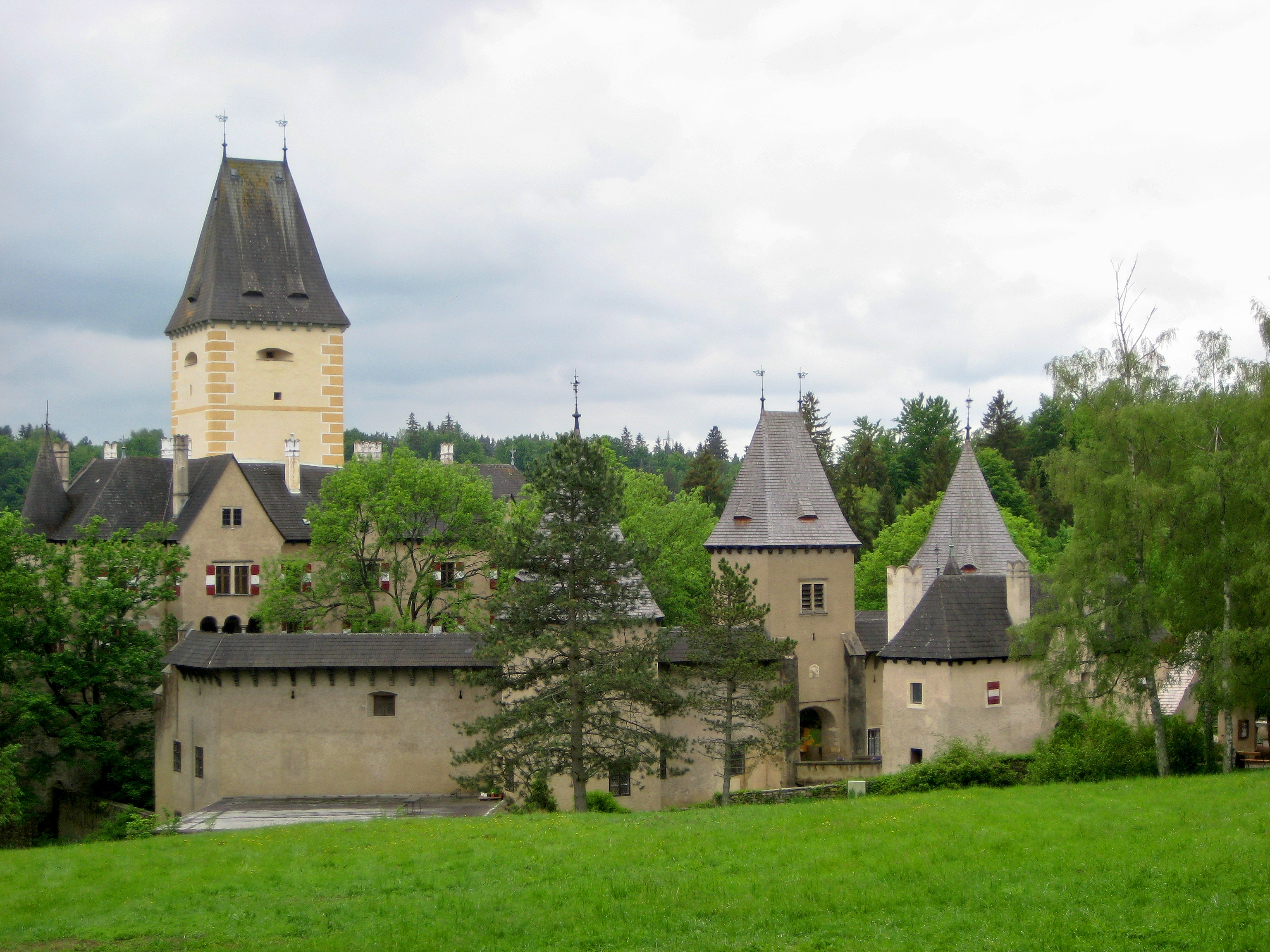
Hrad Ottenstein
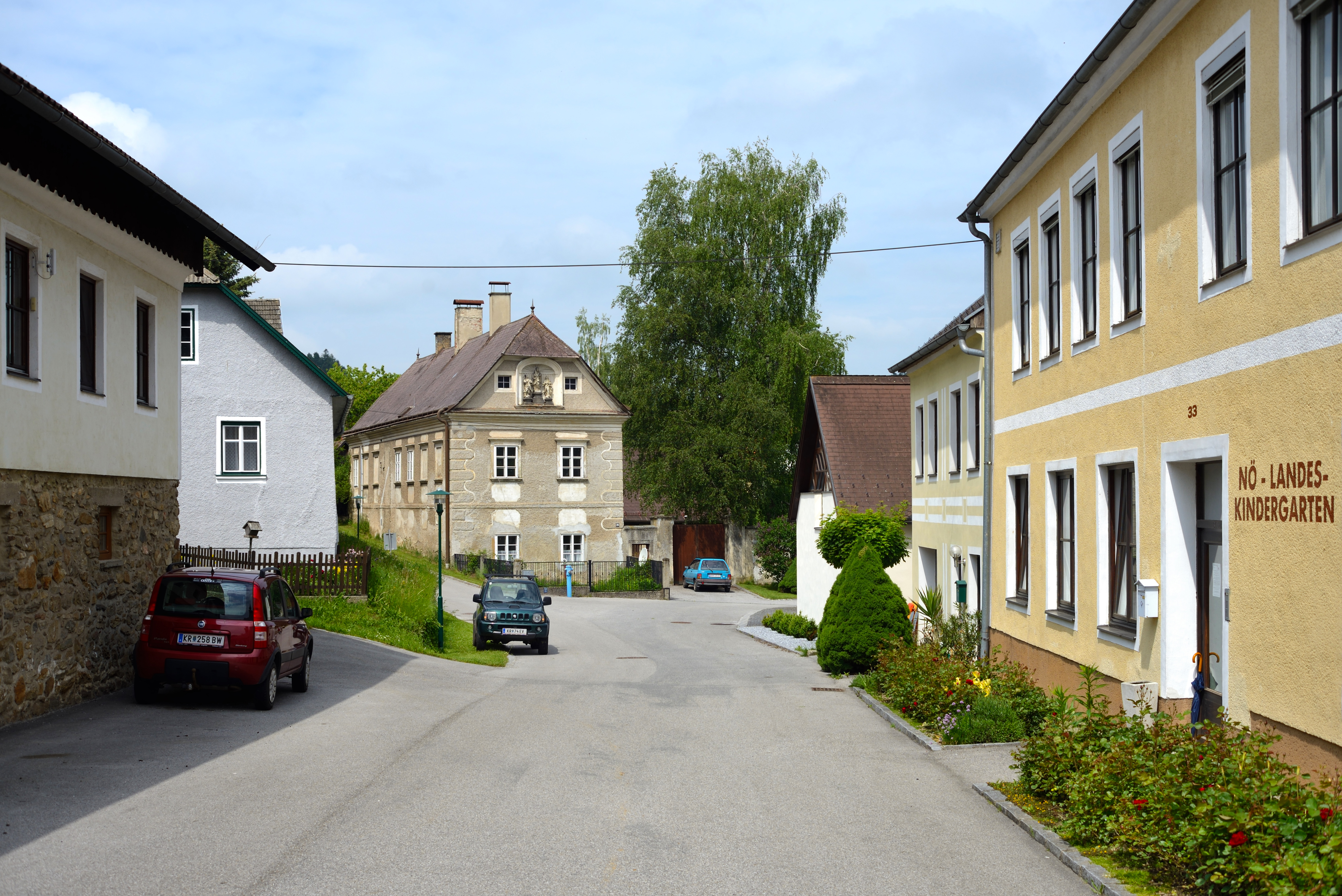
Niedergrünbach
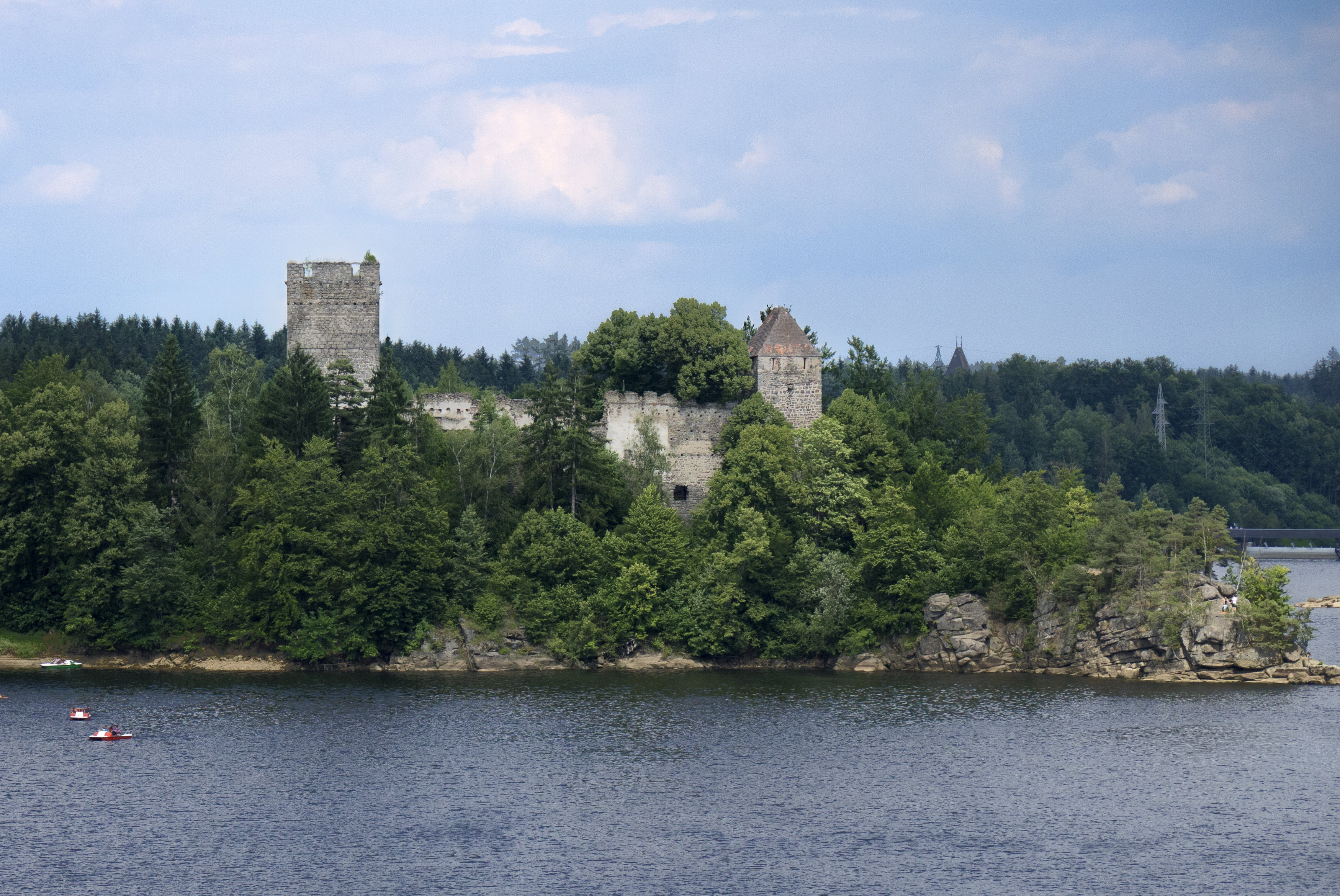
Zřícenina Lichtenfels obklopena vodní nádrží Stausee